# ريك دالزيل
ريك دالزيل (بالإنجليزية: Rick Dalzell)‏ (من مواليد 1957م) كان كبير مسؤولي المعلومات ونائب رئيس أمازون من 1997 حتى نوفمبر 2007. خلال السنوات العشر التي قضاها، كان القوة الدافعة وراء نمو التكنولوجيا والبرمجيات والخدمات. كان دالزيل مسؤولًا بشركة أمازون منذ أغسطس 1997، عندما تم تعيينه نائب الرئيس وكبير مسؤولي المعلومات. تم تعيينه في منصب نائب الرئيس الأول في أكتوبر 2000 وتم تعيينه في منصب نائب الرئيس الأول للهندسة المعمارية العالمية وبرامج النظام الأساسي ورئيس قسم المعلومات في نوفمبر 2001. تقاعد من أمازون في 16 نوفمبر 2007.